# Бабець європейський
Бабець європейський, звичайний, або широколобка (Cottus gobio) — риба з родини бабцевих (Cottidae). Вид занесений до Бернської конвенції та інших природоохоронних документів.

## Опис
Малочисельна прісноводна не промислова риба, до 18 см завдовжки.

## Поширення
Ареал охоплює південну Балтику в Скандинавії на південь до струмка Мауріне (північна Німеччина); річки і струмки вздовж берегів Швеції, Фінляндії, Естонії, заходу Росії. У Дунаї відсутній тільки у притоках Арджеш і Сава; в Ельбі, Емсі, Везері і Роні та їх басейнах; нечисельний у верхніх притоках річки Тибр, центральна Італія. У басейні Адріатики у річках від Потенци (Італія) до Зрманьї (Хорватія). Локально інтродукований до басейну річки Шельда в Бельгії. 
В Україні поширена у великих і малих річках та їхніх притоках. У гірських річках Карпат є підвид (Cottus gobio ruthenicus) — бабець лемківський.

## Охорона
На більшій частині ареалу стан природних популяцій виду залишається більш-менш стабільним. Саме тому він, згідно Червоного списку МСОП, отримав охоронну категорію «відносно благополучний вид». Але в окремих регіонах спостерігається тенденція до зниження чисельності популяції виду. Тому бабець європейський занесений до Резолюції 6 Бернської конвенції, для яких Україна створює Смарагдову мережу,  а також до Директиви Європейського Союзу 92/43/ЄС «Про збереження природних оселищ та видів природної фауни і флори» (Додаток II. Види рослин і тварин, що становлять особливий інтерес для Європейського Союзу, збереження яких потребує створення територій особливої охорони).